# Étreinte
Pour les articles homonymes, voir Étreinte (homonymie).
Une étreinte, appelée aussi enlacement, est une action consistant à serrer ou à presser quelque chose de façon étroite, généralement avec les bras. Il y en a plusieurs types et pour des raisons très variées.

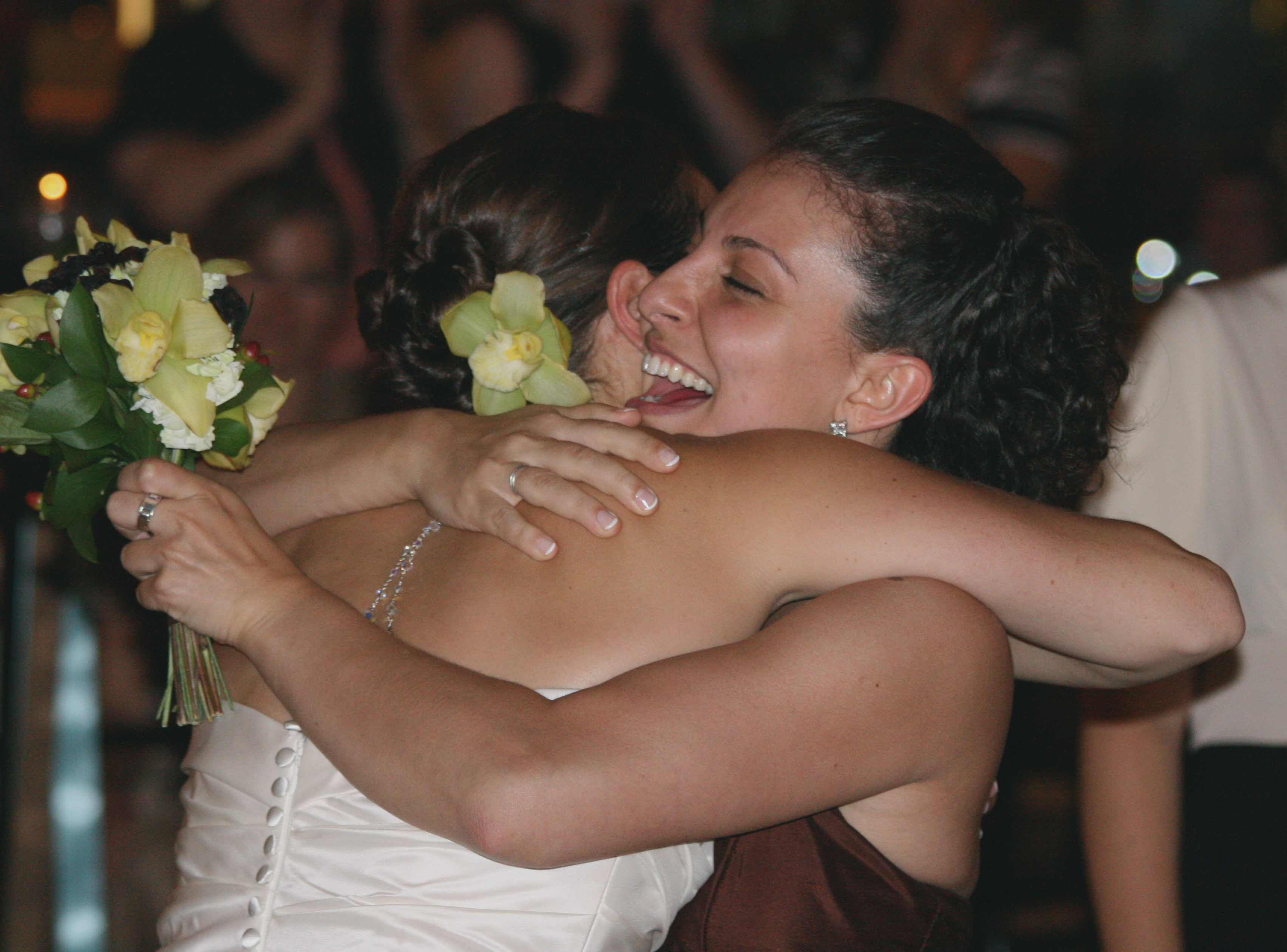
Le câlin, contact physique entre deux personnes impliquant une étreinte avec les bras et des caresses.
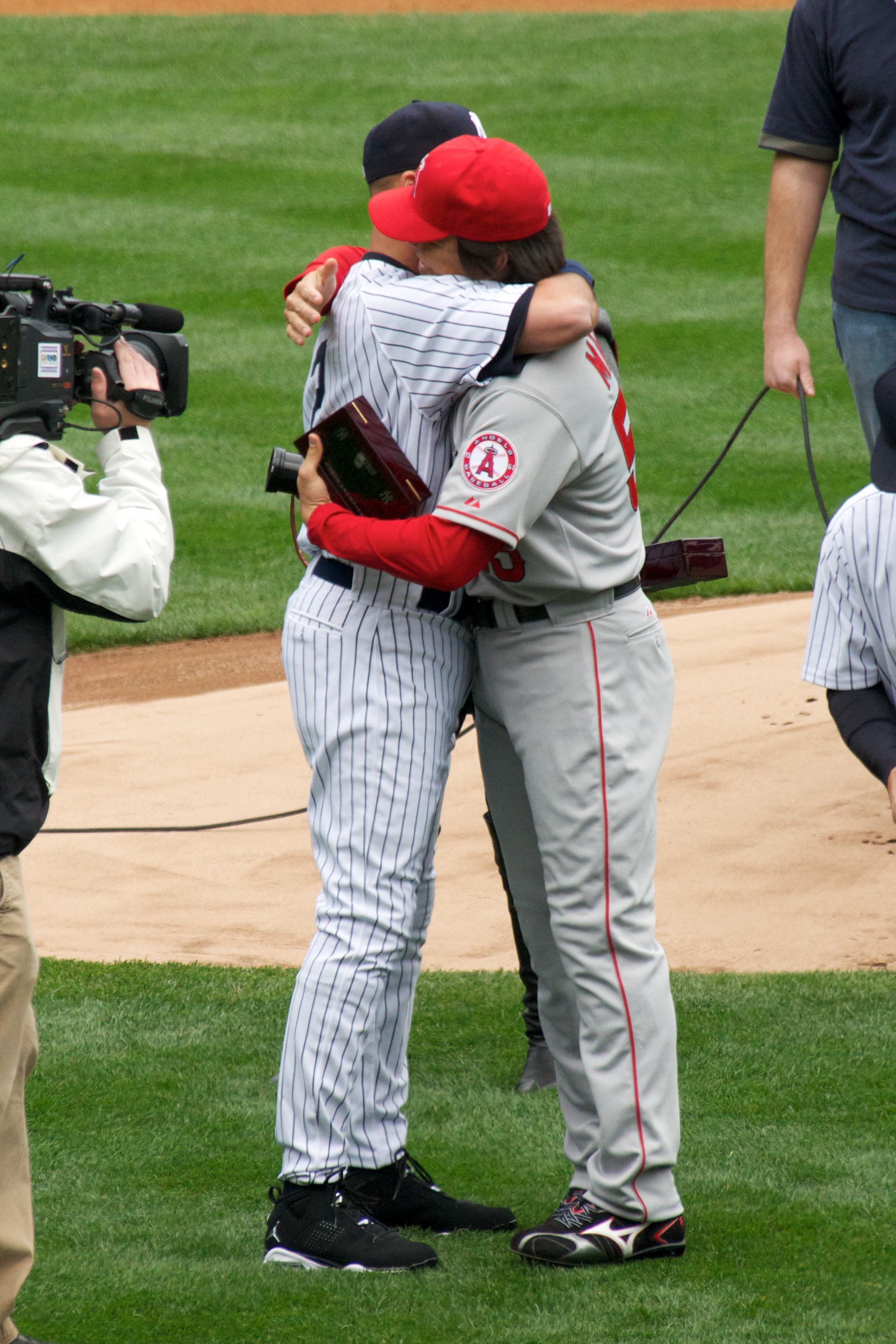
L'accolade, geste consistant à serrer brièvement quelqu'un dans ses bras pour se saluer.
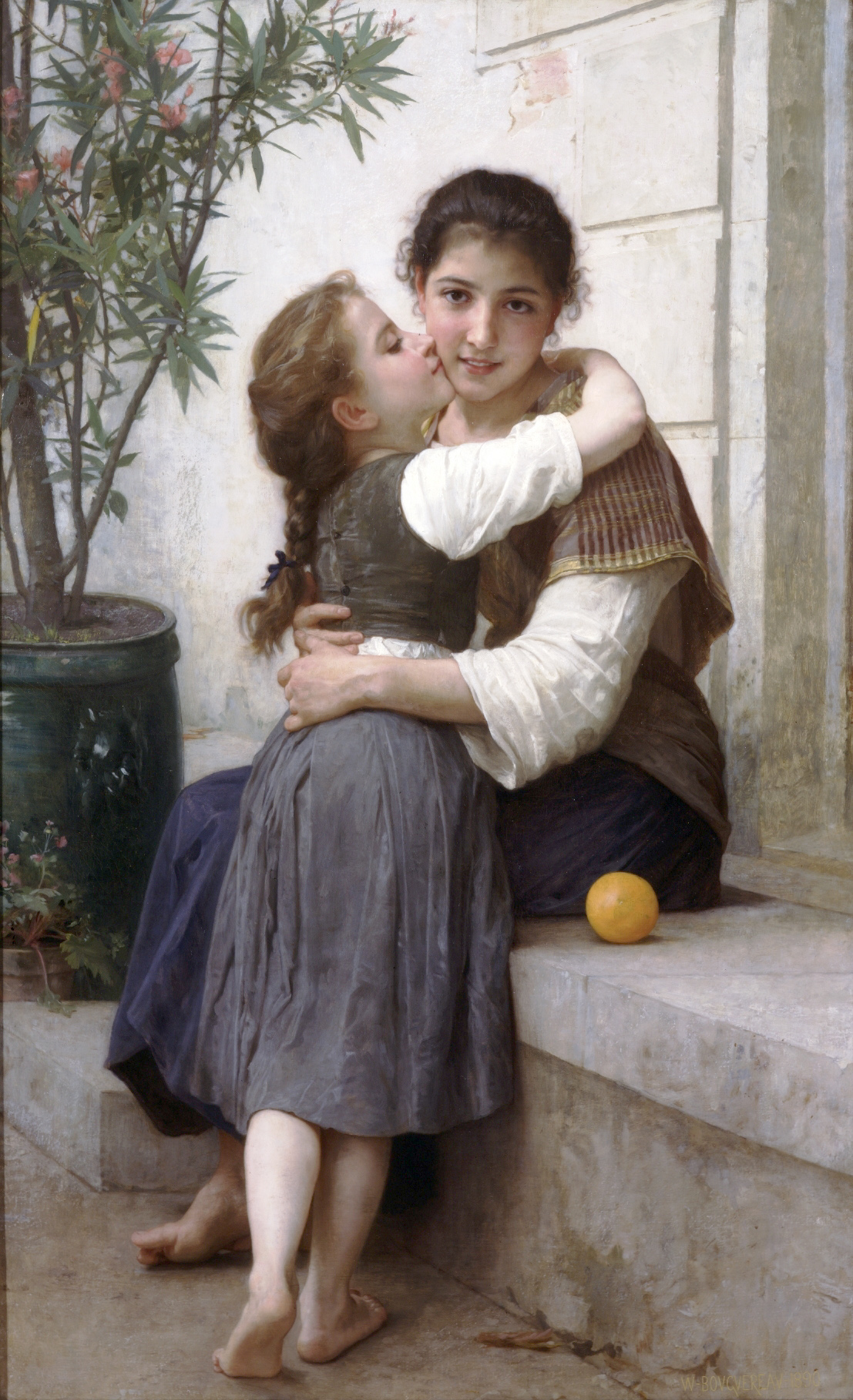
Le baiser ou embrassade, impliquant souvent une étreinte des bras.
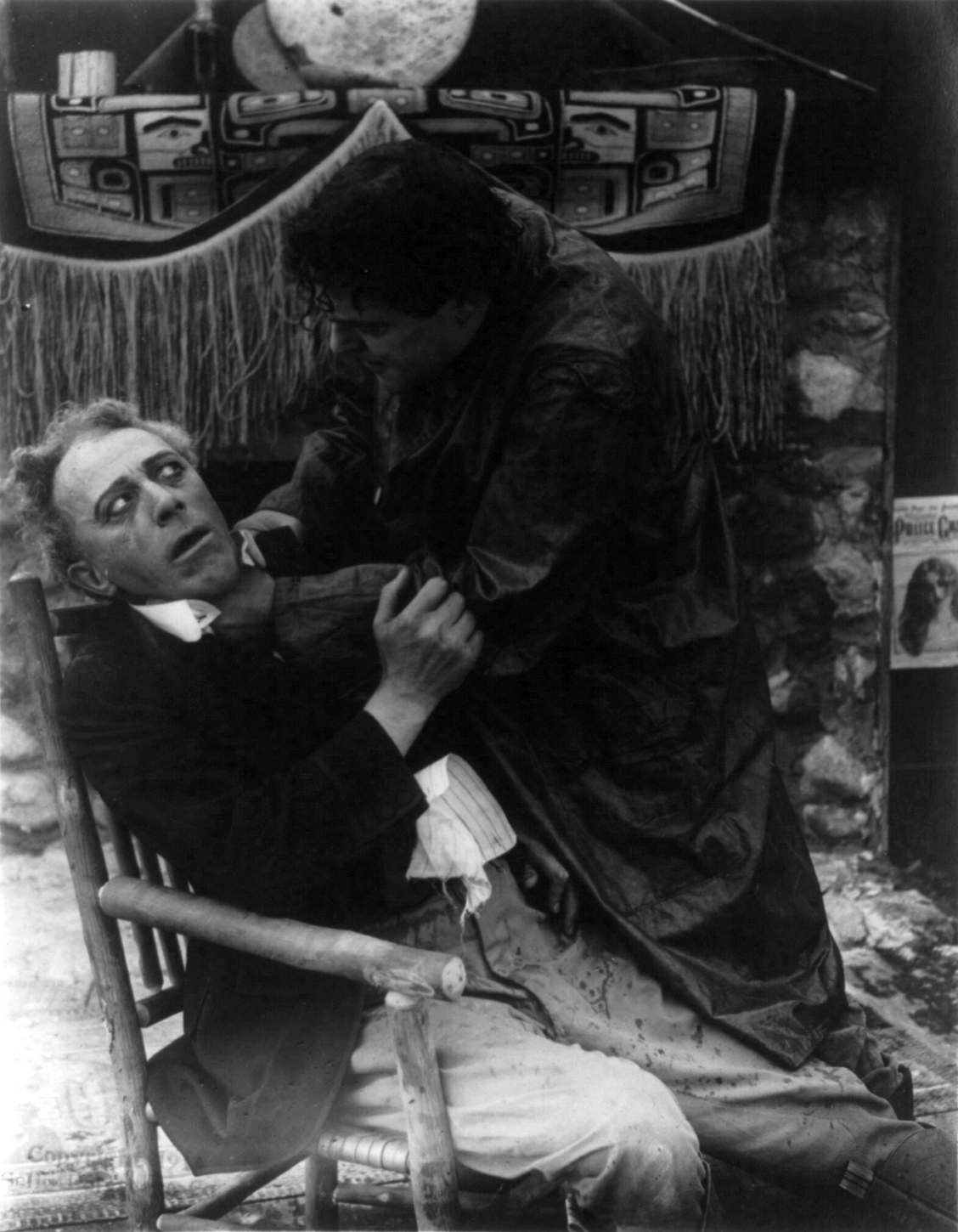
La strangulation, action caractérisée par une forte pression autour du cou.
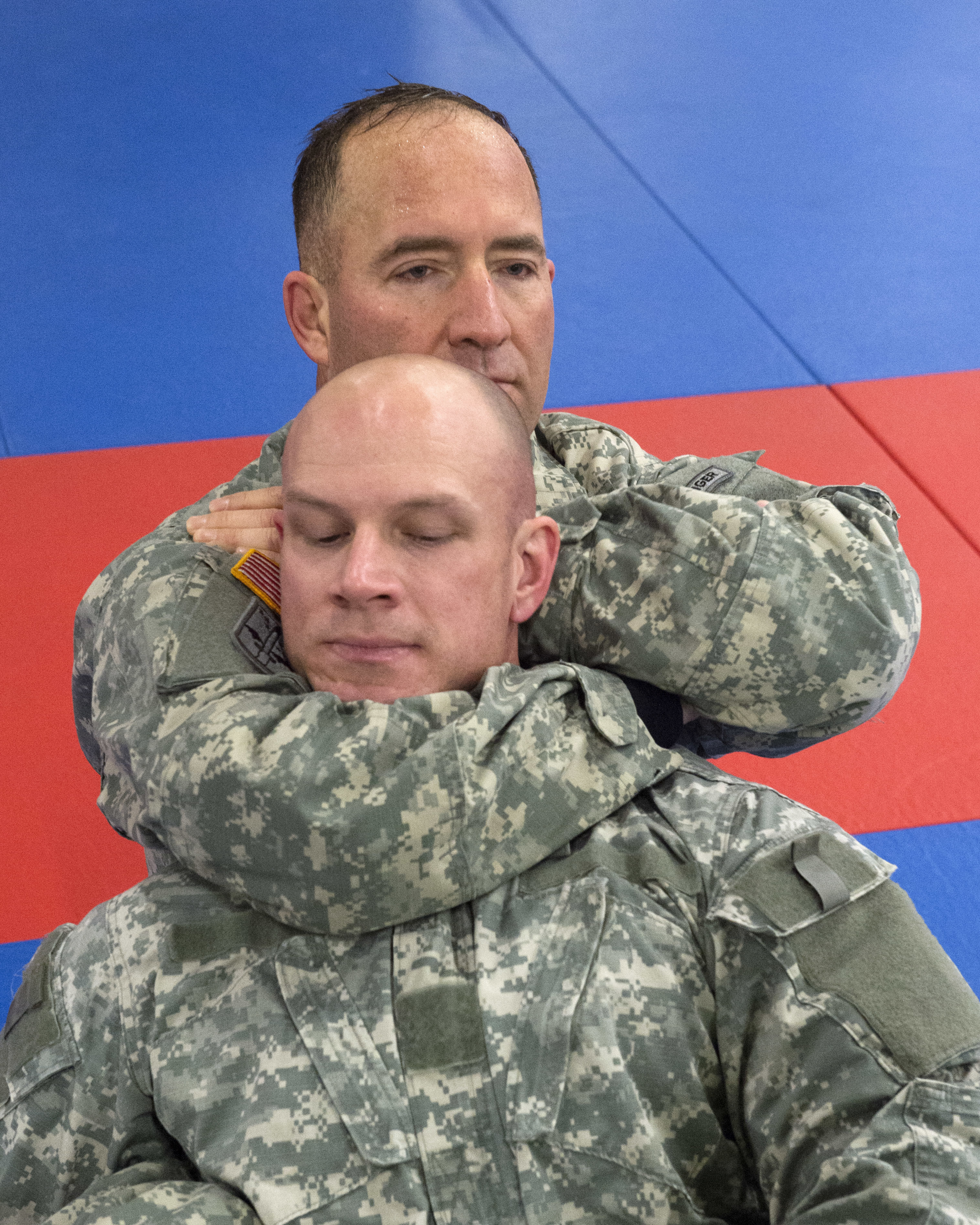
L'étranglement comme technique de combat, par exemple ici l'étranglement arrière.
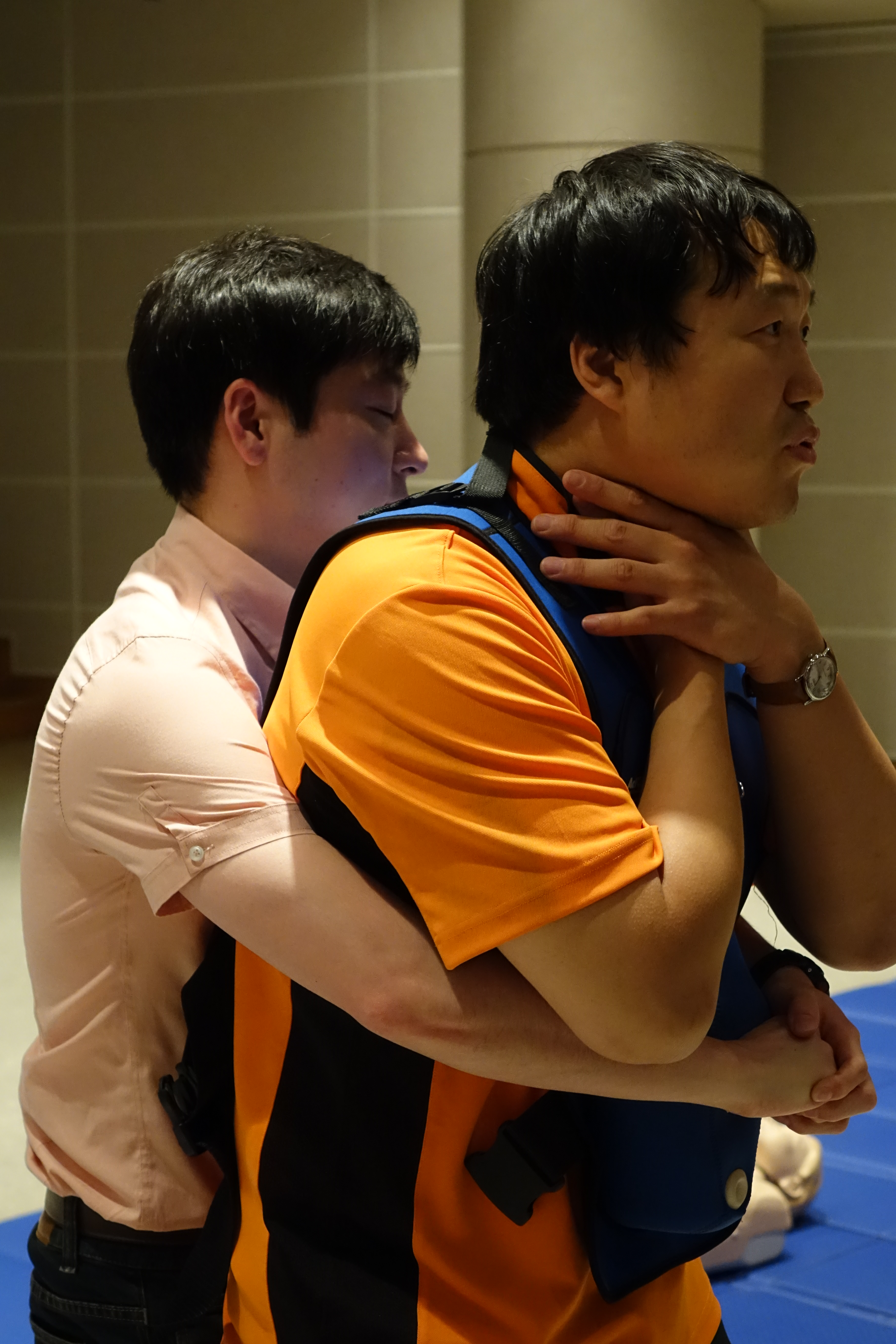
L'étouffement, comme ici la méthode de Heimlich, permettant la libération des voies aériennes.
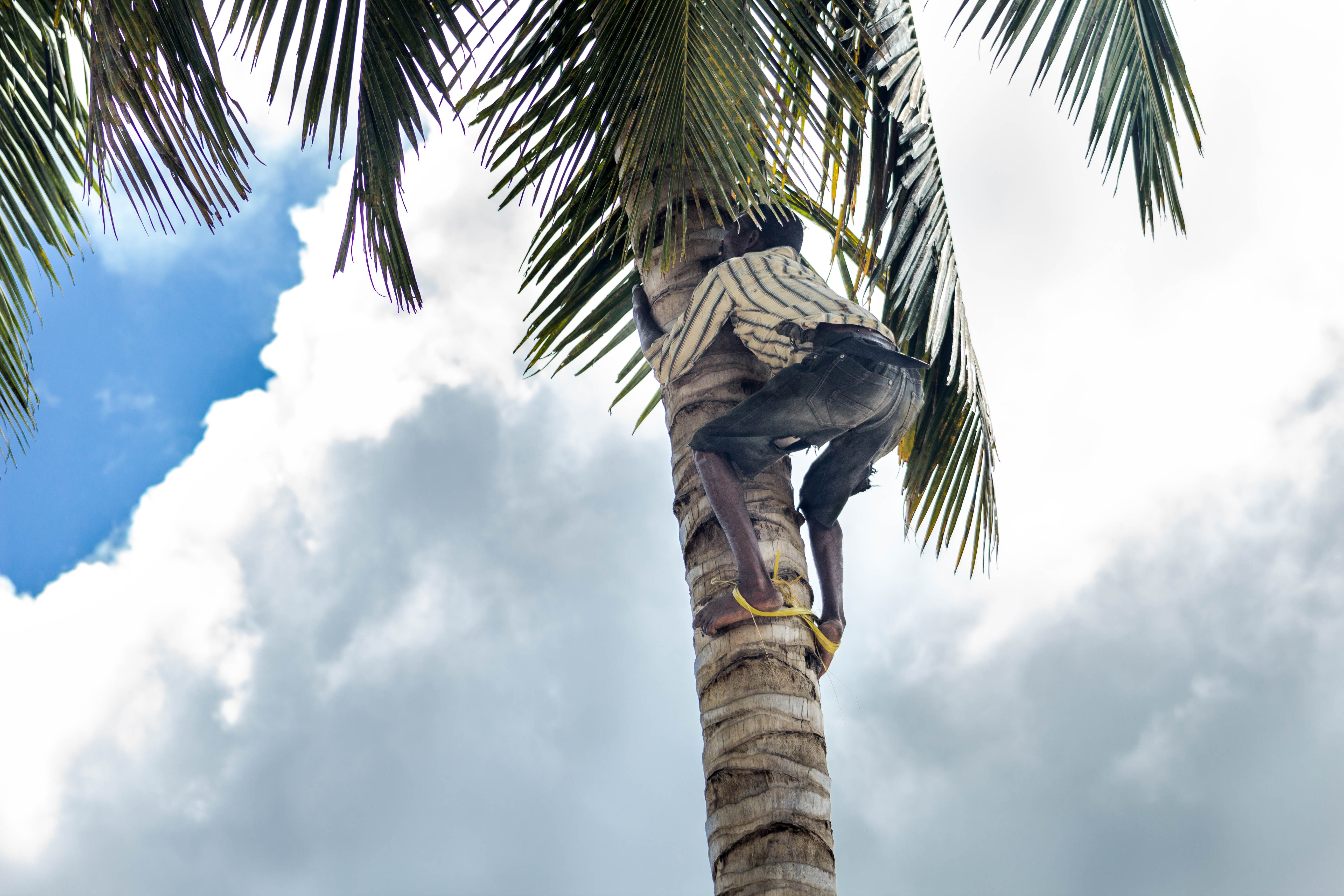
La grimpe d'arbres peut se faire par l'étreinte du tronc.

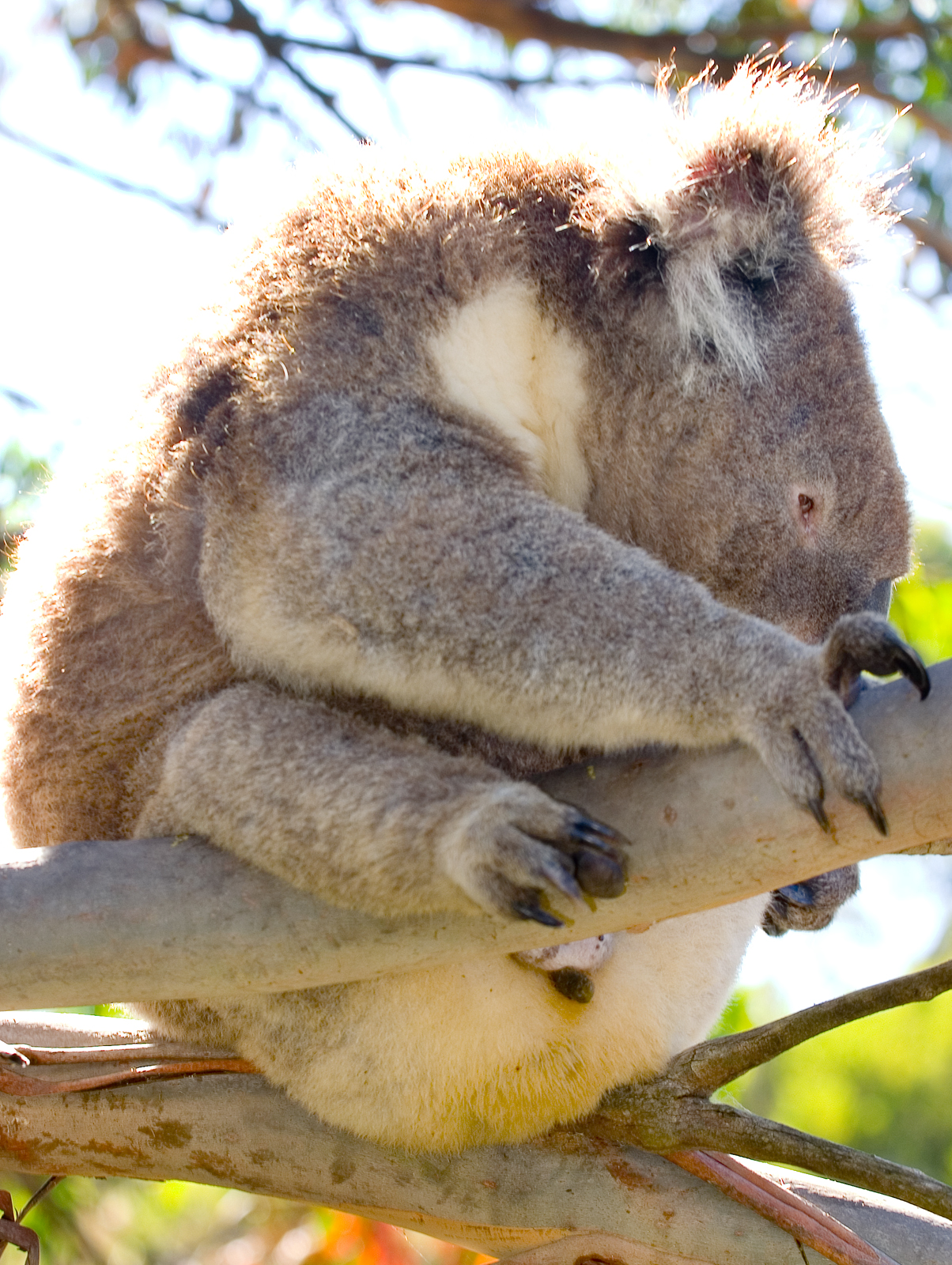
Certains animaux arboricoles étreignent les branches, comme ici le Koala[2].
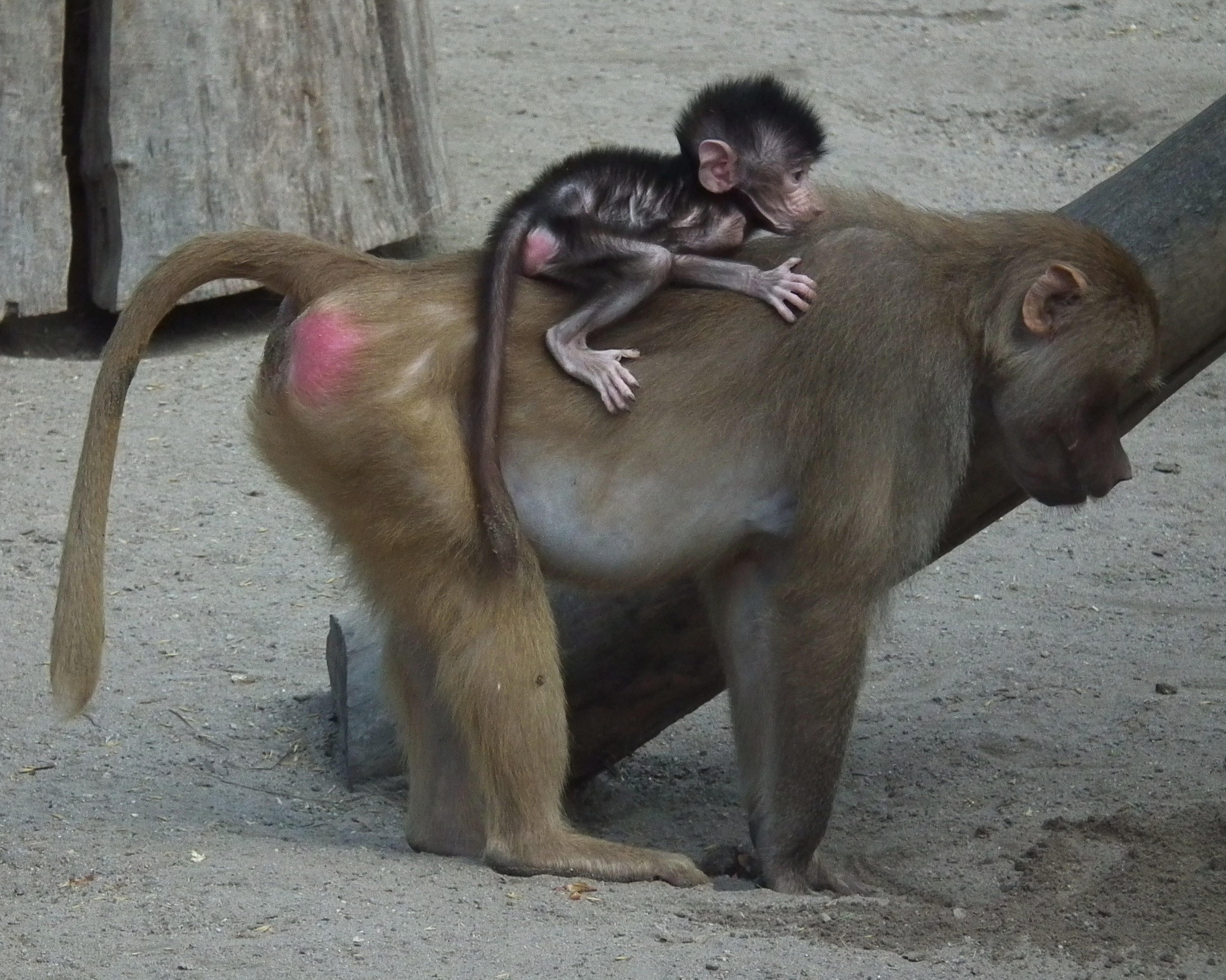
Les juvéniles s'accrochent parfois à leur mère, comme ici chez le babouin.
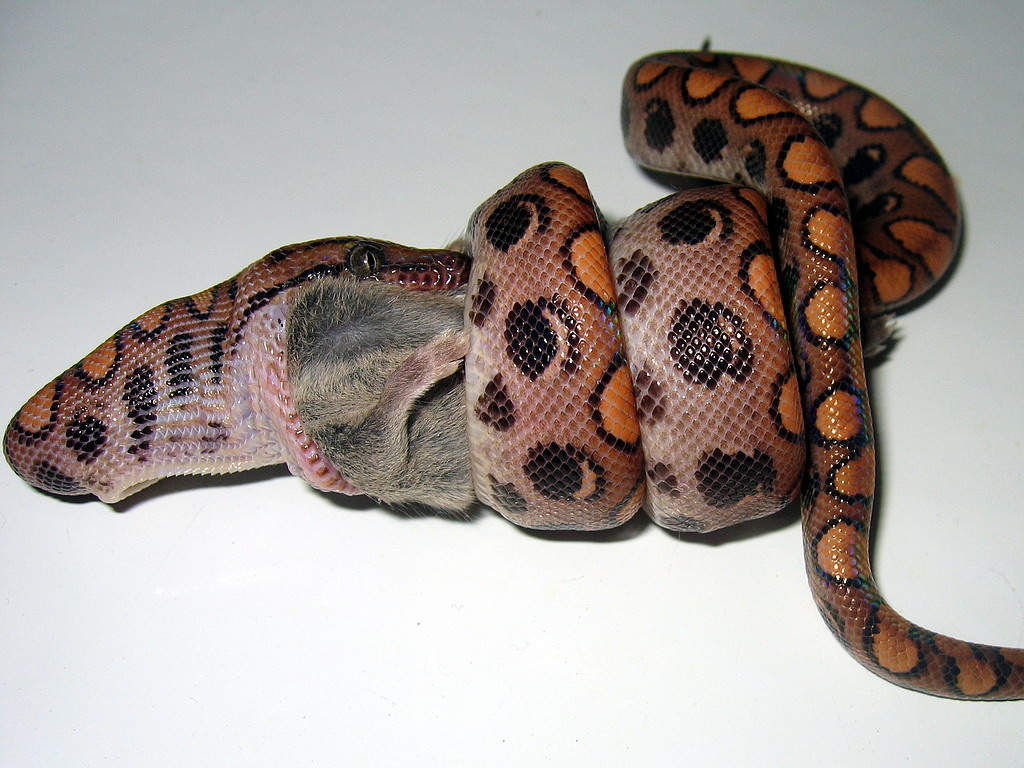
La constriction, méthode de chasse (en) des serpents constricteurs.
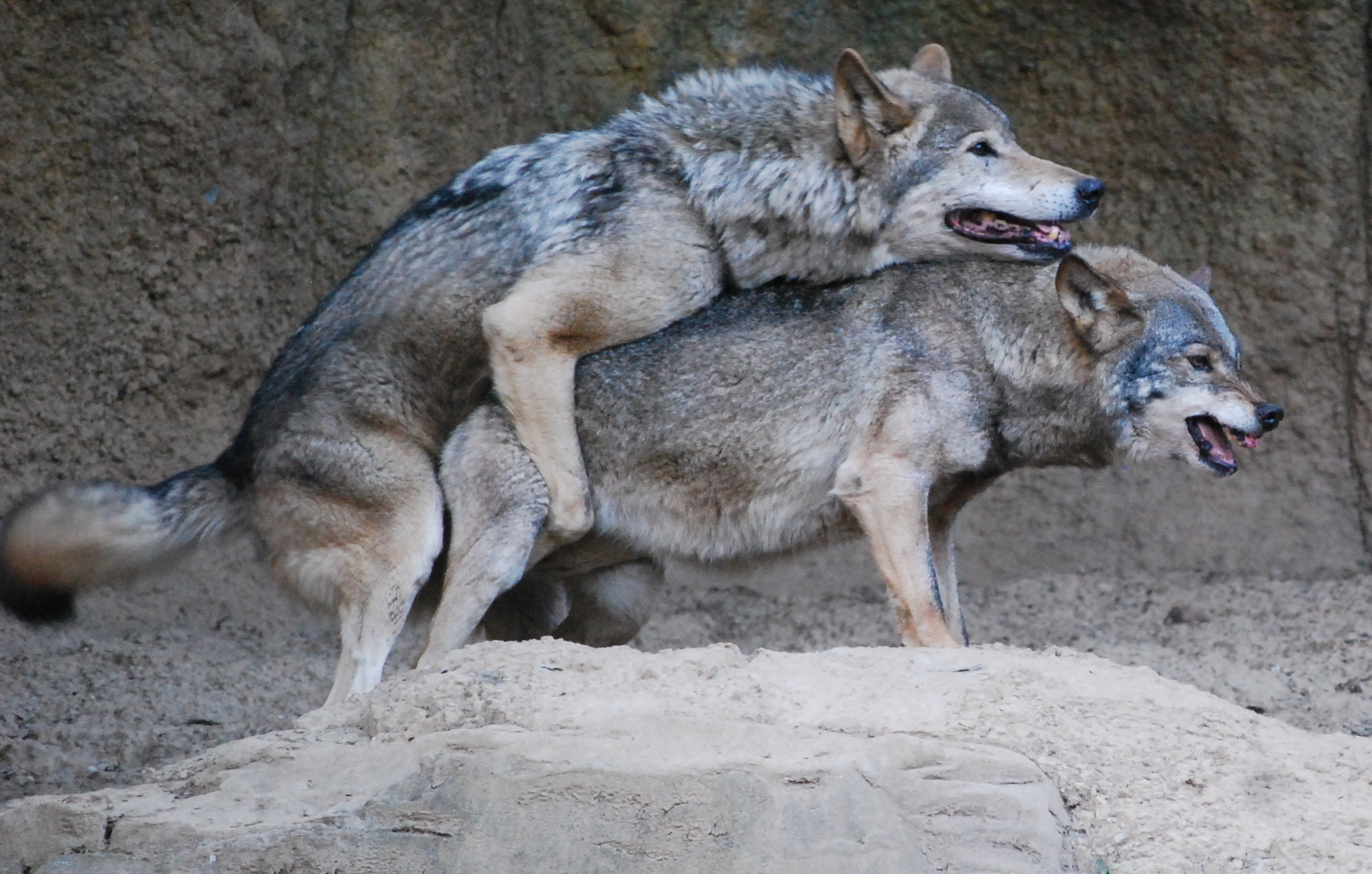
La copulation, comme ici chez un couple (en) de loups.
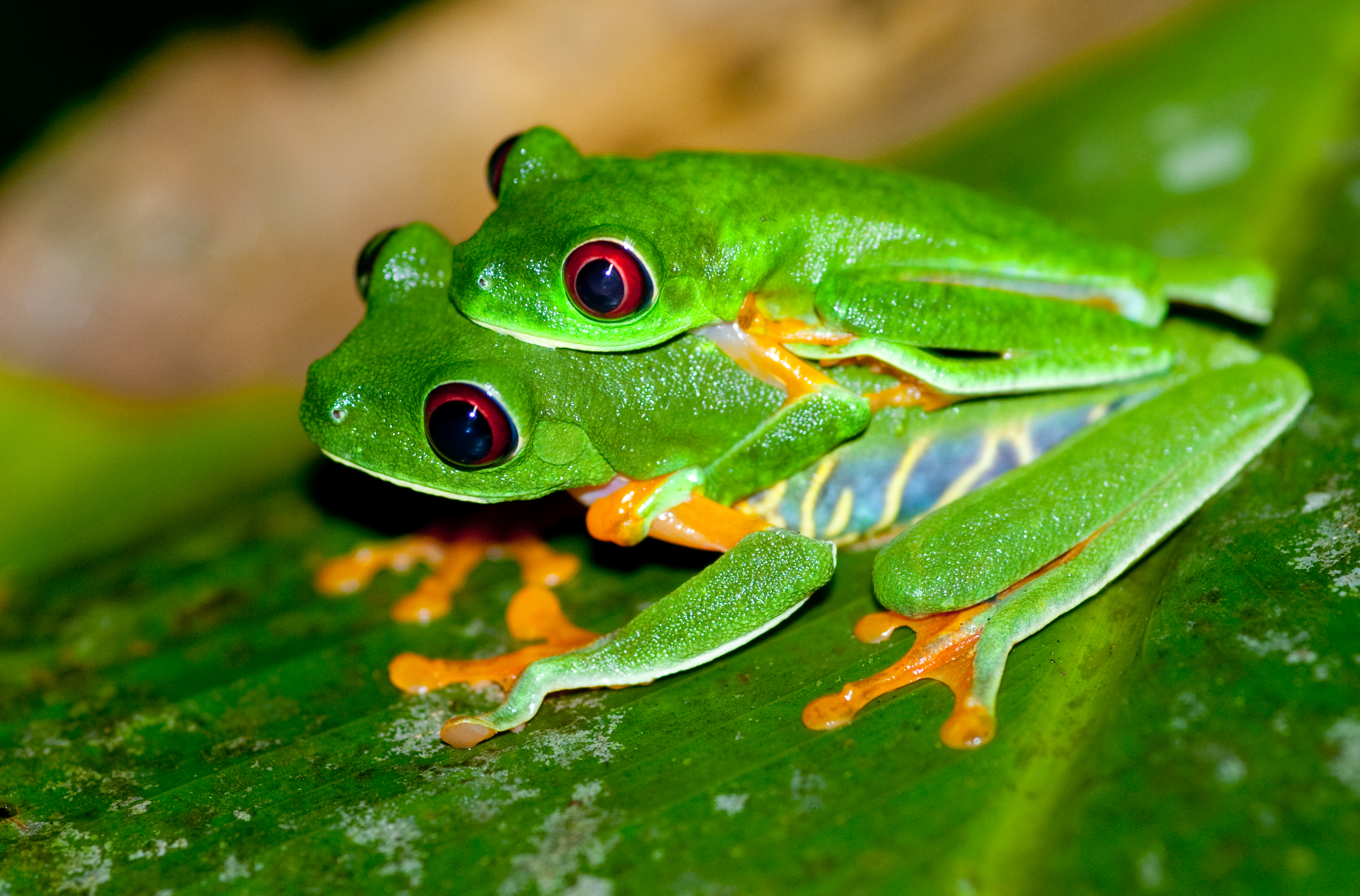
L'amplexus, technique d'accouplement chez la plupart des amphibiens.